# Линвуд (Вашингтон)
Линвуд (англ. Lynnwood) — город в округе Снохомиш, штат Вашингтон, США. По данным на 2022 год население составляло 41340 человек; Линвуд был в тройке крупнейших городов округа и занимал 24 позицию в рейтинге крупнейших городов штата Вашингтон. Он сочетает в себе черты поселения городского типа, пригорода, небольшого городка, придорожных и спальных районов для специалистов, работающих в Сиэтле. Линвуд также известен как «центральный город» на юге округа Снохомиш, потому что является центром розничной торговли.